# Magyar Shakespeare Tár
A Magyar Shakespeare Tár Bayer József javaslatára és szerkesztésében megindított negyedévenként megjelenő folyóirat (1908–1922), amelynek Shakespeare tudományos vizsgálata és népszerűsítése volt a célja.

## Szerkesztői
Bayer József részben eme folyóirat alapításával, részben a Shakespeare drámái hazánkban művével elindította a magyar Shakespeare-kutatást. 1911 végéig volt a folyóirat szerkesztője, 1912-től Ferenczi Zoltán vette át a feladatot.

## Története
Kezdettől fogva a Kisfaludy Társaság Shakespeare Bizottsága adta ki. Miután Bayer József egészségügyi okokból abbahagyta szerkesztését, a Magyar Shakespeare Bizottság úgy döntött, hogy folyóirat helyett évkönyvként folytatja tovább a kiadvány készítését. Ennek oka az volt, hogy kiderült: az olvasóközönség érdeklődési köre nem olyan nagy, hogy fedezze egy kifejezetten irodalmi folyóirat költségeit.
Az első évben a Franklin Társulat nyomdája adta ki a folyóiratot Budapesten, itt történt az előfizetés, majd 1909-től Kilián Frigyes utóda könyvkereskedésében lehetett megrendelni.
1917-ben nem adtak ki Magyar Shakespeare-tár évkönyvet.
Megszűnéséhez végül a Kisfaludy Társaság vagyonának elértéktelenedése járult hozzá.

## Új Magyar Shakespeare Tár
Az Új Magyar Shakespeare Tár 1988-ban jelent meg egyetlen alkalommal a harmadik Magyar Shakespeare Bizottság első kiadványaként, a Modern Filológiai Társaság kiadásában, bevallottan a régebbi Magyar Shakespeare Tár nyomdokaiba kívánva lépni.